# Кортес-де-ла-Фронтера
Кортес-де-ла-Фронтера (ісп. Cortes de la Frontera) — муніципалітет в Іспанії, у складі автономної спільноти Андалусія, у провінції Малага. Населення — 3642 особи (2010).
Муніципалітет розташований на відстані близько 450 км на південь від Мадрида, 85 км на захід від Малаги.
На території муніципалітету розташовані такі населені пункти: (дані про населення за 2010 рік)
- Каньяда-дель-Реаль-Тесоро: 510 осіб
- Ель-Кольменар: 625 осіб
- Кортес-де-ла-Фронтера: 2486 осіб
- Ель-Робледаль: 16 осіб
- Ла-Сауседа: 5 осіб

## Демографія
Динаміка населення (INE ):

## Галерея зображень

Розташування муніципалітету у провінції Малага
- Кортес-де-ла-Фронтера
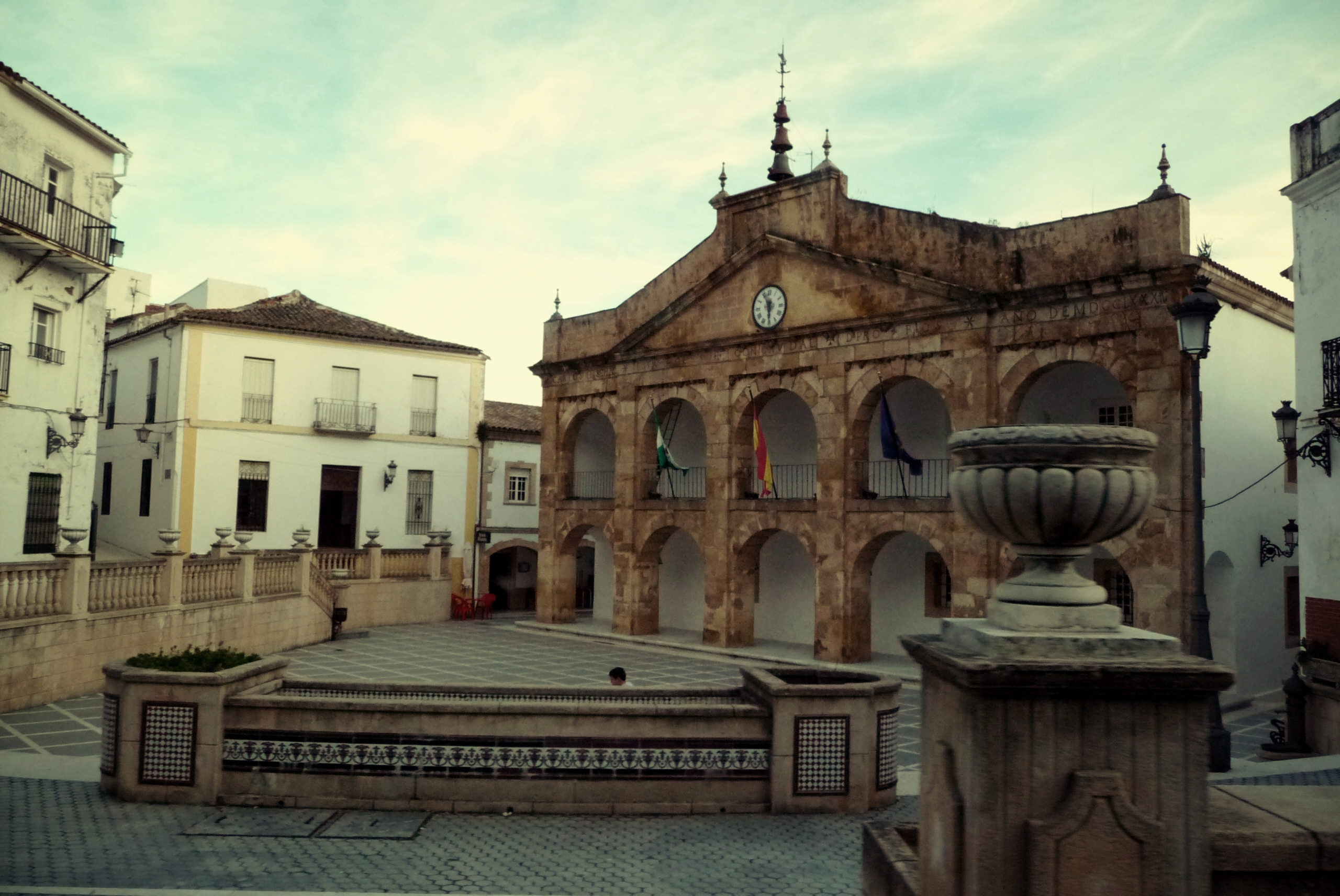
Муніципальна рада